# 40 Glocc

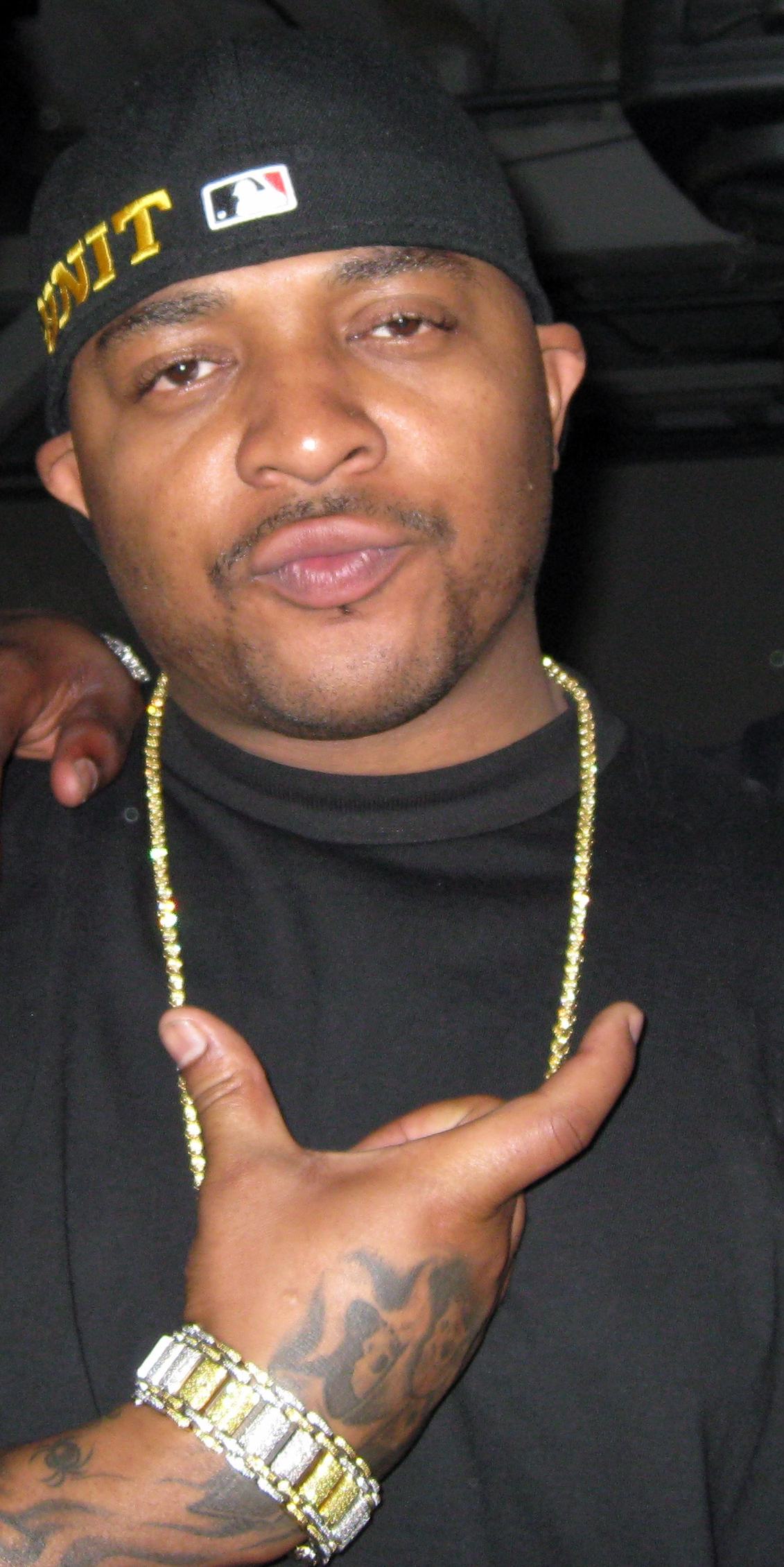
40 Glocc.

Lawrence White (nascido em 16 de dezembro de 1979), mais conhecido pelo seu nome artístico 40 Glocc é um rapper estadunidense. Atualmente está em contrato com as gravadoras Infamous Records e G-Unit Records.

## Discografia
| - 2003: The Jakal - 2010: N.W.A. (New World Agenda) - 1997: Migrate, Adapt or Die (com Zoo Crew) - 2009: Concrete Jungle (com Zoo Life) | - 2006: Outspoken - Vendas nas primeiras semanas: 52.797 cópias - 2006: Outspoken 2 - Vendas nas primeiras semanas: 62,337 cópias - 2007: Outspoken 3 (Com DJ Whoo Kid, organizado por 50 Cent) - Vendas nas primeiras semanas: 85.551 cópias - 2007: That New Nigga (With DJ Nik Bean and DJ Felli Fel) - Vendas nas primeiras semanas: 45.061 cópias - 2009: I Am Legend (With DJ Whoo Kid and DJ Nik Bean) - Vendas nas primeiras semanas: 102.707 cópias |